# 6-オキソヘキサン酸デヒドロゲナーゼ
6-オキソヘキサン酸デヒドロゲナーゼ（6-oxohexanoate dehydrogenase）は、カプロラクタム分解酵素の一つで、次の化学反応を触媒する酸化還元酵素である。 
6-オキソヘキサン酸 + NADP+ + H2O {\displaystyle \rightleftharpoons } アジピン酸 + NADPH + 2 H+
反応式の通り、この酵素の基質は6-オキソヘキサン酸とNADP+と水、生成物はアジピン酸とNADPHとH+である。
組織名は6-oxohexanoate:NADP+ oxidoreductaseである。